# Helpis
Helpis es un género de arañas araneomorfas de la familia Salticidae. Se encuentra en Oceanía.   

## Lista de especies
Según The World Spider Catalog 12.5::
- Helpis gracilis Gardzinska, 1996
- Helpis kenilworthi Żabka, 2002
- Helpis longichelis Strand, 1915
- Helpis longipalpis Gardzinska & Żabka, 2010
- Helpis minitabunda (L. Koch, 1880)
- Helpis occidentalis Simon, 1909
- Helpis risdonica Żabka, 2002
- Helpis tasmanica Żabka, 2002